# Hipertensjologia
Hipertensjologia – dziedzina medycyny zajmująca się diagnostyką i leczeniem nadciśnienia tętniczego. Jako specjalizacja lekarska została wprowadzona w Polsce w 2006 roku przez ministra zdrowia na wniosek Polskiego Towarzystwa Nadciśnienia Tętniczego. Jest dostępna dla lekarzy posiadających drugi stopień specjalizacji lub tytuł specjalisty z chorób wewnętrznych, pediatrii, kardiologii, kardiologii dziecięcej, nefrologii lub nefrologii dziecięcej. Czas trwania specjalizacji wynosi 2 lata. W Polsce konsultantem krajowym hipertensjologii od 17 lipca 2019 jest prof. dr hab. n. med. Andrzej Januszewicz.